# Sinuhé Fernández
Pour les articles homonymes, voir Fernández.
Fernández  Rodríguez est un nom espagnol. Le premier nom de famille, en général paternel, est Fernández ; le second, en général maternel, souvent omis, est Rodríguez.
Sinuhé Fernández Rodríguez, né le 15 juin 2000 à Brañes (es), est un coureur cycliste espagnol.

## Biographie

### Débuts et carrière chez les amateurs
Sinuhé Fernández commence le cyclisme vers l'âge de onze ans dans un club d'Oviedo, sur ses terres natales. Doté d'un gabarit longiligne, il est considéré comme un pur grimpeur. Il a aussi suivi des études d'ingénieur forestier à l'université d'Oviedo, sans toutefois délaisser la compétition,.
En 2019, il intègre la formation Lizarte pour ses débuts espoirs (moins de 23 ans). D'abord équipier, il se distingue lors de la saison 2021 en remportant la Subida a Urraki. Il prend également la huitième place de la Ronde de l'Isard, une course par étapes réputée chez les jeunes grimpeurs. 
En 2022, il se classe deuxième du Tour de la Bidassoa, tout en ayant remporté la dernière étape. Il devient par ailleurs stagiaire au sein de l'équipe Kern Pharma, elle-même liée au club Lizarte. Cette structure ne lui propose cependant pas de contrat professionnel. 
Sinuhé Fernández décide alors de rejoindre le Club Ciclista Padronés-Cortizo en 2023. Victorieux à deux reprises, il devient stagiaire au sein de l'équipe Burgos BH à partir du mois d'aout. Il fait bonne impression sur le Tour du Portugal en terminant vingt-septième du classement général. Ses bons résultats lui permettent de signer un premier contrat professionnel de deux ans.

### Carrière professionnelle
Fernández fait ses débuts professionnels en janvier 2024 sur les épreuves du Challenge de Majorque. Il enchaîne avec le Tour de la Communauté valencienne, où il participe à une échappée sur la deuxième étape. 

## Palmarès et résultats

### Palmarès par année
- 2016
  - 3e du championnat d'Espagne de course aux points cadets
- 2018
  - 1re étape du Challenge Montaña Central de Asturias Junior
  - 2e du Challenge Montaña Central de Asturias Junior
  - 3e de la Vuelta al Besaya
- 2021
  - Subida a Urraki
- 2022
  - 3e étape du Tour de la Bidassoa
  - 2e de la Subida a Gorla
  - 2e du Tour de la Bidassoa
  - 2e de l'Antzuola Saria
  - 3e du San Bartolomé Sari Nagusia
- 2023
  - Clásica de Pascuilla
  - Campeonato de Asturias de Cronoescalada

### Classements mondiaux
| Année           | 2021   |
| --------------- | ------ |
| UCI Europe Tour | 1 774e |